# Hylesia pseudomoronensis
Hylesia pseudomoronensis is een vlinder uit de familie nachtpauwogen (Saturniidae), onderfamilie Hemileucinae.
De wetenschappelijke naam van de soort is voor het eerst geldig gepubliceerd door de Camargo in 2007.